# Freiburger Zeitung
Le Freiburger Zeitung est un ancien quotidien publié à Fribourg-en-Brisgau de 1784 à 1943.

## Histoire
Le Freyburgerzeitung paraît pour la première fois le 3 janvier 1784 et est publiée régulièrement à partir de 1793. Le journal prend le nom de Freiburger Zeitung le 1er janvier 1821. L'imprimeur, l'éditeur et le nom changent plusieurs fois : Vorderösterreichischen Provinzialnachrichten (1788–1792), Allgemeine Intelligenz- oder Wochenblatt für das Land Breisgau und die Ortenau (1804–1807), Großherzoglich-badische privilegierte Freyburger Zeitung (1808–1810), Freyburger Wochenblatt (1810–1820).
Le journal anciennement détenu par la ville a été publié à partir de 1863 par la société H. M. Poppen & Sohn (de) (depuis 1918: Poppen & Ortmann (de)). Le 1er octobre 1881, le Freiburger Zeitung acquiert l’Amtsverkündigungsblatt, après que le Breisgauer Zeitung eut détenu cette propriété pendant un certain temps, qui à son tour avait succédé au Freiburger Zeitung.
En 1904, un concours d'architecture est organisé pour la construction d'un bâtiment commercial sur Kaiser-Joseph-Straße pour le Freiburger Zeitung. Le gagnant du concours est l'architecte fribourgeois Carl Anton Meckel (de), mais le projet est mis en œuvre par Billing & Mallebrein. La conception de Billing est très similaire à celle de Meckel, qui, après une publication dans le Zentralblatt der Bauverwaltung en 1906, donne une controverse publique entre les deux. Sur la façade de la maison, il y a deux personnages de Friedrich Meinecke, dont l'un représente Johannes Gutenberg. Le 12 octobre 1916, le bâtiment est touché par une bombe aérienne.
Les éditeurs Adolf Poppen (le 15 octobre 1935) et Max Ortmann (le 30 octobre 1935) sont dépossédés par les nazis avec un article de la Chambre de la culture du Reich. Les articles d'un ancien employé juif et d'un ancien rédacteur en chef ainsi que des publicités pour des entreprises de juifs et l'avis de culte juif sont cités comme raisons. Au cours des semaines suivantes, en raison de la pression considérablement accrue sur les éditeurs, le Freiburger Zeitung est vendu à Vera Verlagsanstalt GmbH de Berlin, une filiale de la maison d'édition centrale du NSDAP, Franz-Eher-Verlag (de). En plus de la rémunération des droits du journal, Poppen & Ortmann s'est vu promettre un contrat d'impression pour 10 ans.
Le dernier numéro sort le 27 février 1943. L'arrêt a pour raison l'effort de guerre.
En 1950, Poppen & Ortmann apporte le titre Freiburger Zeitung au Badische Zeitung en tant que partenaire du Badischer Verlag. Le nom Freiburger Zeitung est utilisé à ce jour pour la section locale de Fribourg du Badische Zeitung. Fin 2014, les travaux de rénovation de l'immeuble de bureaux débutent pour le compte de Poppen & Ortmann et Badischer Verlag. Depuis le 18 mai 2016, le bureau, les rédactions locales et du Brisgau du Badische Zeitung et de fudder.de (de) s'y installent.

## Conservation et numérisation
Presque tous les volumes du journal sont entièrement préservés. Les volumes les plus anciens sont d'abord rassemblés et conservés dans les archives de la ville de Fribourg-en-Brisgau (de), les volumes les plus récents dans la bibliothèque universitaire de Fribourg-en-Brisgau (de). La substance des originaux étant menacée par la forte utilisation à des fins de recherche et le vieillissement du papier, la bibliothèque universitaire transfère l'intégralité du journal sur microfilm dans les années 1980.
À partir de septembre 2000, le journal entier est numérisé pour être publié sur Internet. À cette fin, les modèles de microfilms sont numérisés en noir et blanc et traités pour une présentation sur Internet. Cependant, la version numérisée n'est pas traitée avec un programme de reconnaissance de texte, de sorte qu'elle n'est disponible que sous forme de télécopie sous forme de fichiers image et, par exemple, une recherche plein texte n'est pas possible.

## Source de la traduction
- (de) Cet article est partiellement ou en totalité issu de l’article de Wikipédia en allemand intitulé « Freiburger Zeitung » (voir la liste des auteurs).